# Ernesto Umberto Testa Fochi
Ernesto Umberto Testa Fochi (Moncalvo, 26 ottobre 1873 – Pasubio, 5 settembre 1917) è stato un militare italiano; è una delle figure più rappresentative del corpo degli Alpini.

## Biografia

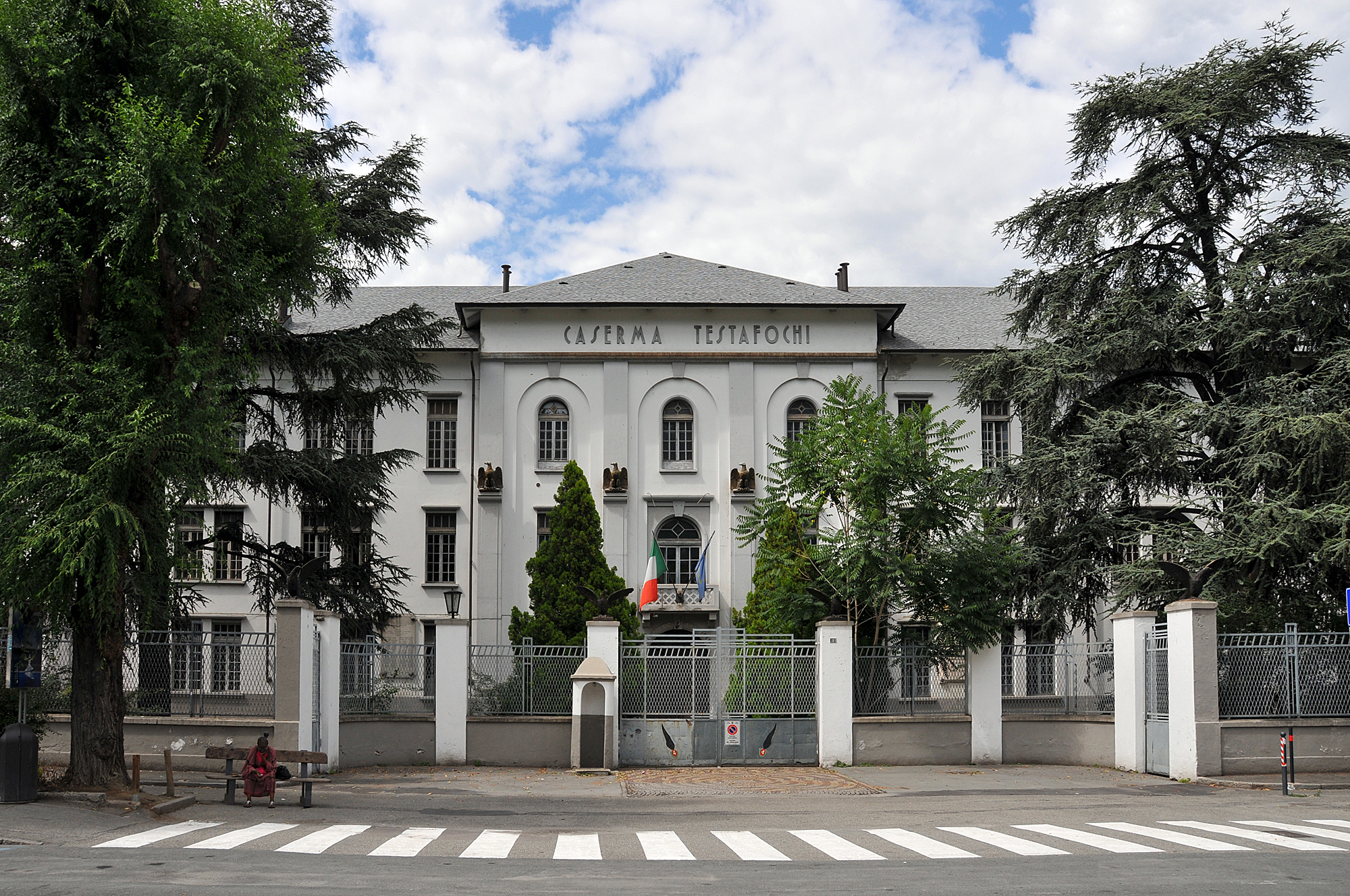
La facciata della caserma Testafochi ad Aosta.

Nato a Moncalvo il 26 ottobre 1873, figlio di Edoardo, generale dei bersaglieri ed esponente di un nobile casato del moncalvese, e di Guglielmina "Mina" Hennequin.
Dopo gli studi a Moncalvo frequenta l'accademia militare di Modena dove consegue il grado di sottotenente. Intrapresa la carriera militare tra i ranghi degli alpini, svolge prima servizio nel Benadir (futura Somalia italiana) per partecipare poi alla guerra italo-turca per la conquista della Libia a capo di un reparto indigeno.
Allo scoppio della prima guerra mondiale passa al Battaglione Aosta del 4º Reggimento alpini e nella primavera del 1916 partecipa alle operazioni di contrasto alla spedizione punitiva austriaca, nel corso della quale resta gravemente ferito a Malga Zugna. Tornò poi in prima linea nell'agosto del 1916 sul monte Pasubio dove il battaglione Aosta subì pesanti perdite e lo stesso Testa Fochi fu nuovamente ferito, ottenendo tuttavia la promozione a colonnello per meriti di guerra.
Nel maggio del 1917 fu posto al comando del VI° gruppo Alpino, sempre parte del battaglione Aosta, e prese parte all'attacco al monte Vodice, nel corso della decima battaglia dell'Isonzo, rimanendo ferito per la terza volta.
Tornò poi sul Pasubio, dove il suo battaglione si dedicò inizialmente alla ricostruzione delle fortificazioni. Morì il 5 settembre 1917 colpito da una frana di sassi di roccioni al Coston della Lora.
Sepolto provvisoriamente nel cimitero della Valle dei Prigioni, alle pendici del Pasubio, la sua salma fu poi spostata al cimitero di Moncalvo il 6 settembre del 1923 e tumulata accanto al padre.
Alla memoria di Ernesto Testa Fochi fu dedicata una caserma degli alpini nel centro di Aosta.

## Onorificenze
Testa Fochi fu pluri decorato al Valore Militare nel corso della prima guerra mondiale e durante la campagna in Libia: